# Rudziska
Rudziska (deutsch Rudzisken, 1928–1945 Rudau) ist ein Dorf in der polnischen Woiwodschaft Ermland-Masuren und gehört zur Stadt- und Landgemeinde Biskupiec (Bischofsburg) im Powiat Olsztyński (Kreis Allenstein).

## Geographische Lage
Rudzika liegt im Zentrum der Woiwodschaft Ermland-Masuren südöstlich der Stadt Biskupiec (Bischofsburg) und ist von der Landesstraße 16 bei Parleza Wielka (Groß Parlöse) bzw. der Landesstraße 57 bei Zabrodzie (Zabrodzin, 1929–1945 Schöndorf) aus zu erreichen. Rudziska war seit 1909 Bahnstation an der inzwischen aufgegebenen Staatsbahnstrecke von Szczytno (Ortelsburg) nach Biskupiec (Stationsname: Biskupiec Reszelski).

## Geschichte
Die Gründungshandfeste für das ehemalige Rudzisken wurde am 3. Oktober 1552 ausgestellt. Erneuert wurde sie am 17. Dezember 1612. Im 17. Jahrhundert wurde von wirtschaftlichen Schwierigkeiten geredet, doch war eine Aufwärtsentwicklung dann im friderizianischen Zeitalter zu verzeichnen. Zu einem Grenzstreit zwischen Rudzisken und dem Gut Kobulten (heute polnisch: Kobułty) kam es im Jahre 1789. Er konnte jedoch ein Jahr später beigelegt werden.  Am 16. Juli 1874 wurde Rudzisken in den neu errichteten Amtsbezirk Kobulten eingegliedert. Er lag im Landkreis Ortelsburg, der bis 1905 zum Regierungsbezirk Königsberg, danach bis 1945 zum Regierungsbezirk Allenstein der preußischen Provinz Ostpreußen gehörte. Im Jahr 1900 waren in Rudzisken 529 Einwohner registriert. Ihre Zahl betrug 1933 noch 474 und 1939 480.
Aufgrund der Bestimmungen des Versailler Vertrags stimmte die Bevölkerung im Abstimmungsgebiet Allenstein, zu dem Rudzisken gehörte, am 11. Juli 1920 über die weitere staatliche Zugehörigkeit zu Ostpreußen (und damit zu Deutschland) oder den Anschluss an Polen ab. In Rudzisken stimmten 285 Einwohner für den Verbleib bei Ostpreußen, auf Polen entfielen 36 Stimmen.
Am 18. Dezember 1928 wurde Rudzisken aus politisch-ideologischen Gründen in Rudau eingedeutscht. Infolge des Zweiten Weltkrieges kam das Dorf zu Polen und erhielt den polnischen Namen Rudziska. Es gehört heute zur Stadt- und Landgemeinde Biskupiec (Bischofsburg) im Powiat Olsztyński der Woiwodschaft Ermland-Masuren (1975 bis 1998 Woiwodschaft Olsztyn).

## Kirche
Rudzisken (Rudau) war kein Kirchdorf. Sowohl die katholischen als auch die evangelischen Einwohner waren nach Kobulten (polnisch: Kobułty) eingepfarrt. Die dortige katholische Pfarrei gehörte damals wie heute zum Dekanat Bischofsburg (Biskupiec) im Bistum, heute Erzbistum Ermland. Die evangelische Pfarrei war bis 1945 in den Superintendentbezirk Passenheim im Kirchenkreis Ortelsburg (polnisch: Szczytno) in der Kirchenprovinz Ostpreußen der Kirche der Altpreußischen Union eingegliedert. Heute sind die evangelischen Kirchenglieder der Pfarrei Sorkwity in der Diözese Masuren der Evangelisch-Augsburgischen Kirche in Polen zugeordnet.

## Schule
In Rudzisken gab es vor 1945 eine einklassige evangelische und eine zweiklassige katholische Volksschule. Noch 1939 entstand ein moderner Schulbau.

## Persönlichkeiten
- Irmgard Behrendt (* 5. Januar 1924 in Rudzisken; † 12. November 2020), Ordensschwester (SSpS) und Buchautorin, Trägerin des Bundesverdienstkreuzes